# 多佛爾斯角
66°29′S 97°8′E / 66.483°S 97.133°E
多佛爾斯角是南極洲的岬角，位於瑪麗皇后地的沙克爾頓冰架，處於亨德森島以南9公里，由澳大利亞探險隊發現，以隨隊的地圖師命名。